# フォード・シエラRSコスワース
フォード・シエラRSコスワース（Ford Sierra RS Cosworth）は、フォード・モーターの欧州部門が1986年から1992年まで製造したスポーツカーである。
中型乗用車「シエラ」をベースに、国際自動車連盟（FIA）のグループA規格に適合したホモロゲーションモデルとして開発された。

## 登場の経緯
FIAは1982年からスポーツカーレースの車両規則を全面改訂し、ヨーロッパツーリングカー選手権（ETC）を含むツーリングカーレースはグループA規定で開催されることになった。フォードは1983年のモータースポーツ戦略会議で次期モータースポーツ用ベース車両をシエラに決定し、開発を進めていった。
当初、フォード系のレーシングチームはシエラXR4Tiでレース活動を行っていた。1985年のイギリスサルーンカー選手権ではアンディ・ロウズがタイトルを獲得。1986年にはFIAツーリングカー選手権（TCC）にスイスのエッゲンバーガーが参戦し、最終戦の第14戦・エストリルでスティーブ・ソパー/クラウス・ニーツビーツ組が優勝するなど、一定の成果を挙げていた。

## ロードカー

### シエラRSコスワース
1985年のジュネーブ・モーターショーで初公開され、1986年からベルギーのゲンク工場で生産された。
3ドアハッチバックのボディはフォードで製作され、フロントとリアのスポイラー、サイドスカートやフェンダーの拡幅などにより、空力性能が高められた。
エンジンはアルミ製のシリンダーヘッドを持つ2.0 L 直列4気筒DOHCで、空冷式インタークーラー、ギャレット・モーション製T3型ターボチャージャー、イタリアのウェーバー・マレッリと共同開発したECUを搭載し、最高出力204 hp / 6,500 rpmを発生する。エンジンの開発と製作はコスワースが担当し、フォードのオリジナルパーツはエンジンブロックとウォーターポンプ、シャフトしか使用されず、コスワースによるチューニングが広範にわたって施された。トランスミッションはボルグワーナー製の5速MTで、最高速度は240 km/h。サスペンションはフロントがマクファーソンストラット式、リアがセミトレーリングアーム式。ABSはTeves製。ステアリングはパワーステアリング付きのラック・アンド・ピニオン。デファレンシャルギアはビスカスカップリング式LSDを装備する。
1988年にはベース車両が4ドアセダンの「サファイア」に変更され、後述するRSコスワース4x4の登場まで生産された。

### シエラRS500コスワース

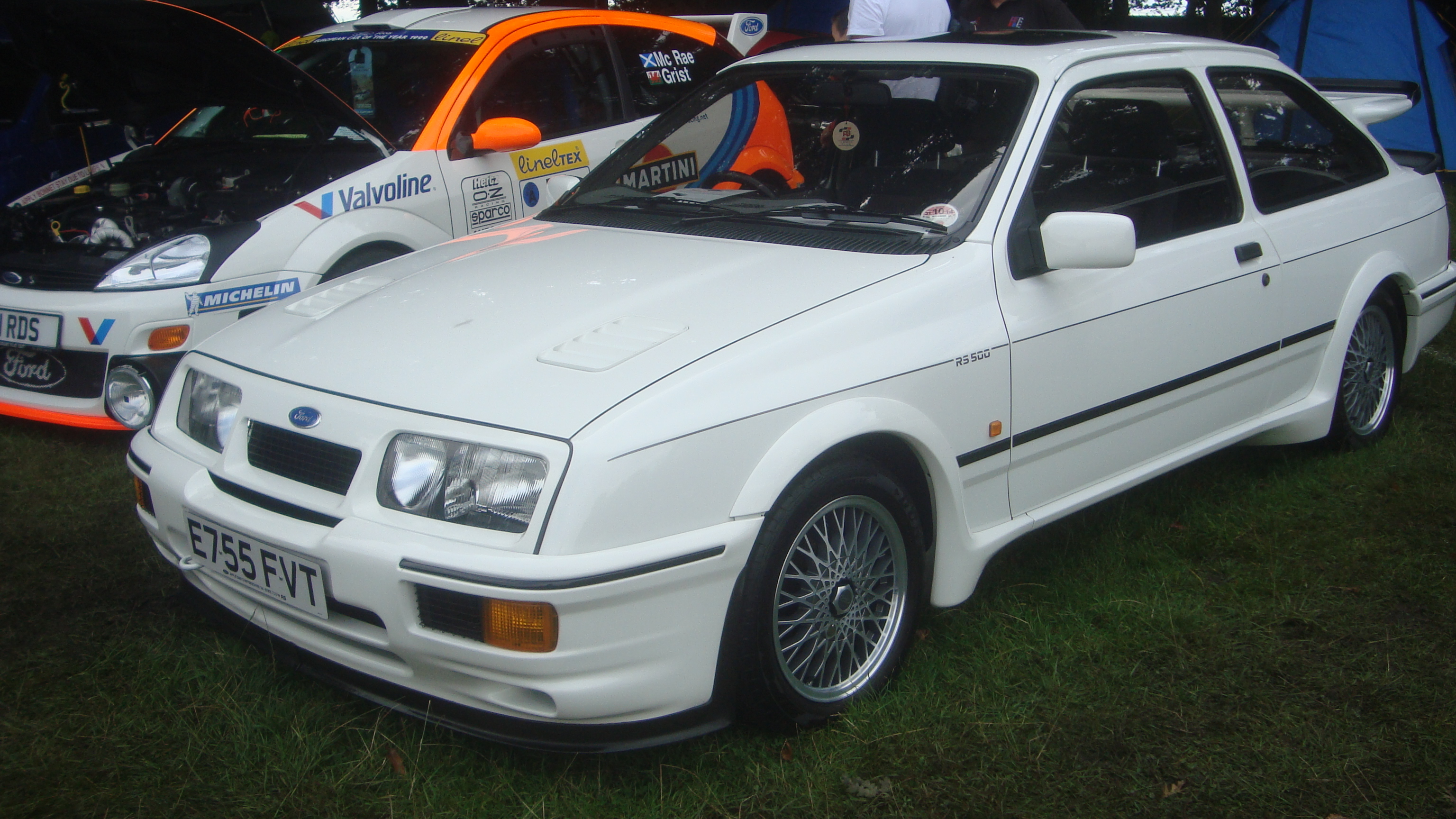
RS500コスワース

1987年に500台が製造されたRSコスワースのエボリューションモデル。レース仕様ではエンジンブロックの材質が強化され、燃料噴射はツインインジェクター化、ターボチャージャーも大型のものに交換された。これらの改良により、市販モデルで最高出力227psを発生させていたエンジンはレース仕様ではデビュー当時で480ps、最終的には580psまで向上した。このほか駆動系も強化され、リアスポイラーの装備によりダウンフォースも増加した。

### シエラRSコスワース4x4
1990年のジュネーブ・ショーで初披露された、世界ラリー選手権（WRC）グループAのホモロゲーションモデル。サファイアベースの4ドアセダンボディに、四輪駆動システムとRSコスワースのエンジンを移植した車両で、価格は2万5000ポンドと、当時のフォードのラインナップの中ではスコーピオの最上級グレードに匹敵する高級車であった。
1995年（平成7年）に発生した阪神・淡路大震災において、炎上する民家から近隣住民によって手押しで移動されるRSコスワース4x4の様子が撮影されている。

## モータースポーツ

### サーキット
1987年にモータースポーツでデビューしたシエラRSコスワースは、各国のツーリングカーレースで活躍を始めた。その中で最も注目を集めていたのは、エッゲンバーガーがワークスチームとして参戦する世界ツーリングカー選手権（WTC）であったが、WTCは様々な問題を抱えていたシリーズだった。FISAは、開幕1ヶ月前になってマシン1台につき6万ドルの登録料を支払うよう各チームに要求、支払わなければゴールしても賞典外になるとエントラントに通告した。結果、開幕戦までに登録料を払ったのは15台にとどまった。フォードもシエラRSコスワースが使用するインジェクションの公認を巡ってFISAとトラブルとなり、開幕戦の欠場を余儀なくされた。その後第2戦、第3戦はBMWが連勝し、第4戦 ニュルブルクリンクでRSコスワースは初優勝を記録した。しかしRSコスワースの優勝はこの1レースのみに終わり、第6戦 ブルノでは早くもエボリューションモデルのシエラRS500がデビューした。そのブルノでは予選で1～4位までを独占し、決勝でもエッゲンバーガーにより1‐2でゴールしデビューウィンを飾った。グループA仕様のRS500のエンジンはRSコスワース比較で160psアップの480psを発生させ、また新たな空力パーツの装備などによって大幅な競争力向上を成し遂げていた。以降、RS500の投入によりシリーズの主導権はBMWからフォードに移っていった。

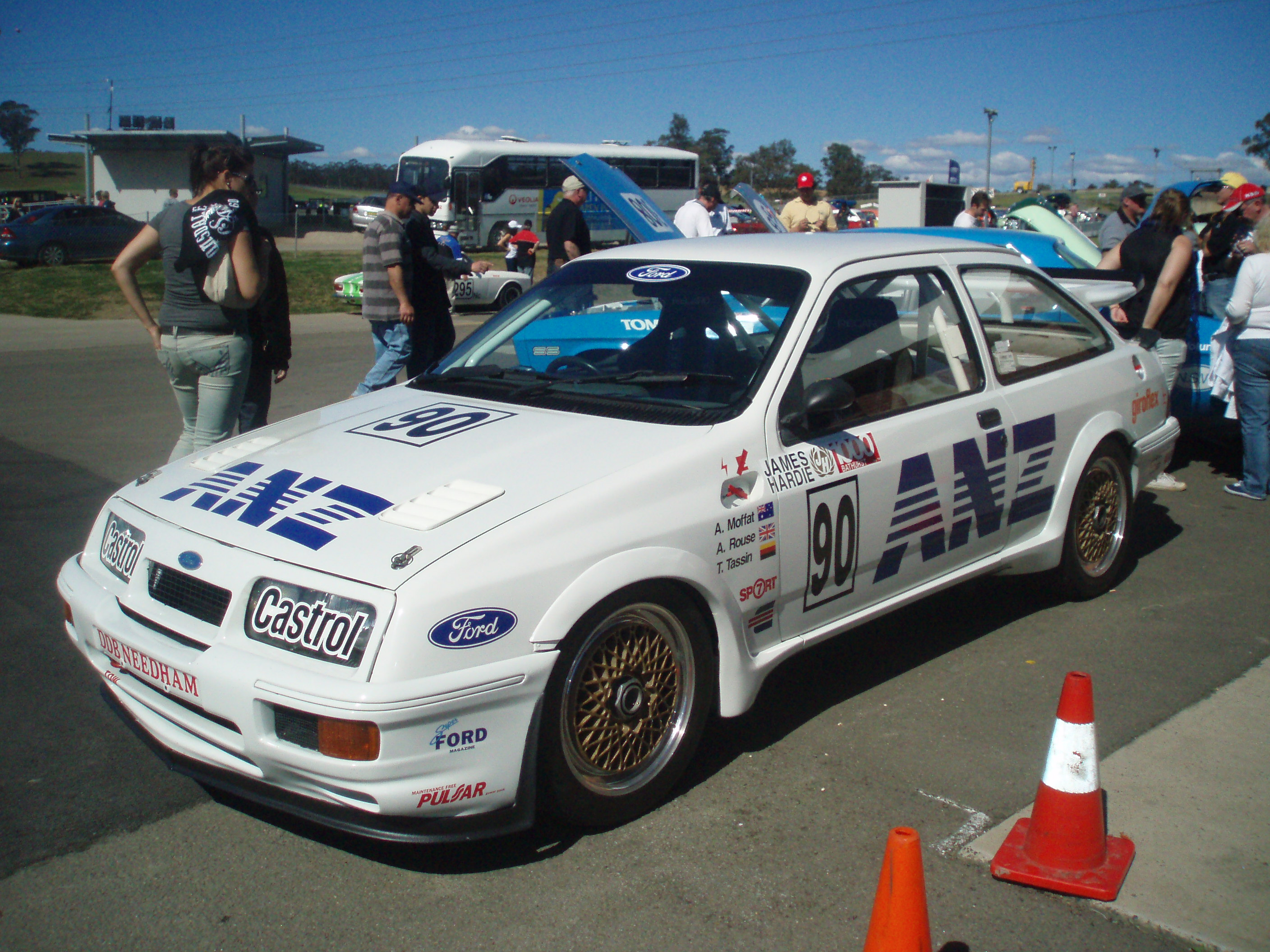
1987年のバサースト1000に出場したアラン・モファット/アンディ・ロウズ/ティエリー・タッシン組のRS500

第8戦 バサースト1000（en）では、予選で1～5位までを独占。レースもエッゲンバーガーが再び1‐2フィニッシュで制した。しかし、レギュレーション違反で後に失格となり、またも選手権は混乱した。それでも第9戦 カルダス、第10戦 ウェリントン、最終戦 インターTECと3連勝をあげてシーズンを終えた。エッゲンバーガーはチームズタイトルを獲得したが、ドライバーズタイトルはBMWのロベルト・ラヴァーリアに奪われることになった。
WTCが1年で消滅したため、1988年のエッゲンバーガーはヨーロッパツーリングカー選手権（ETC）を主戦場とした。RS500の競争力は依然として高く、11戦中8戦を制してマニュファクチャラーズタイトルを獲得。ドライバーズタイトルでもスティーブ・ソパーが6勝をあげたが、3つのノーポイントレースと係数2のスパ24時間で4位に終わったことが響いて、前年のWTCに続いてBMWのロベルト・ラヴァーリアにタイトルを奪われる結果に終わった。WTCに続いてETCも1988年限りで終了したため、シエラの残された活躍の場はスパ24時間などツーリングカーのビッグイベントや、各国内選手権となった。

### その他

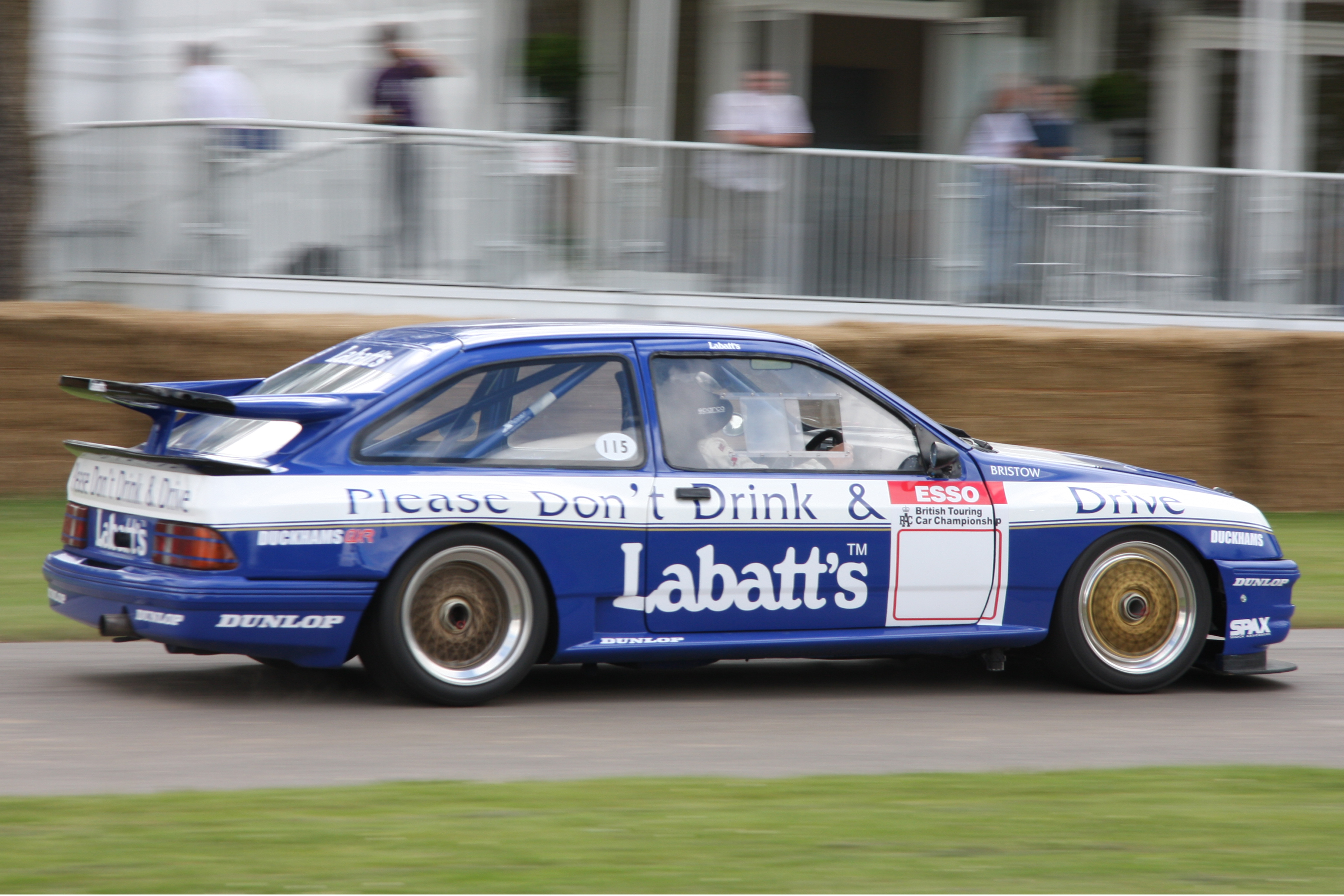
1990年のBTCCで総合4位に入ったティム・ハーベイのシエラRS500

スパ・フランコルシャン24時間でエッゲンバーガーはシエラ投入後、1987・1988年とBMW M3の信頼性の前に敗れてきたが、1989年にジャンフランコ・ブランカテリ/ウィン・パーシー/ベルント・シュナイダー組により優勝を達成した。ニュルブルクリンク24時間では、1987年にエッゲンバーガーのクラウス・ルートヴィッヒ/クラウス・ニーツビーツ/スティーブ・ソーパー組が制覇。またオーストラリア最大のツーリングカーレース、バサースト1000でも1988・1989年とRS500で連覇した。
ナショナル選手権では、ドイツツーリングカー選手権で1988年にクラウス・ルートヴィッヒがRS500でドライバーズ・チャンピオンを獲得。1990年のイギリスツーリングカー選手権でもRS500を駆るロブ・グラヴェットがドライバーズ・タイトルを獲得している。

### 日本におけるモータースポーツ活動
日本のレースシーンに最初にシエラを投入したのは津々見友彦が指揮するオブジェクトTで、イギリスのアンディ・ロウズ製作によるRSコスワースを1987年の全日本ツーリングカー選手権（JTC）第2戦 西仙台ハイランドでデビューさせた。RSコスワースは4戦して1勝・2着1回の成績を残す一方、リタイアも2回と、WTCのエッゲンバーガー・シエラと同じく信頼性に問題を抱えていた。しかし第5戦 インターTECから、同じくアンディ・ロウズチューンのRS500が投入されて状況は好転に向かっていった。オブジェクトTの主戦ドライバーだった長坂尚樹も「RSコスワースはツーリングカーだったがRS500はレーシングマシンになった」とマシンの進化を語っている。レース仕様の車両価格は約2,000万円であった。インターTECではロウズ自身も搭乗したオブジェクトTのシエラは、優勝したエッゲンバーガーのシエラと同一ラップの2位に入る好成績を残し、最終戦の鈴鹿ではポール・トゥ・ウィンで連勝。6戦中4戦のポイントが有効とされるレギュレーションの中2勝、2度の2位入賞で長坂がドライバーズ・タイトルを獲得した。
1988年シーズンのフォード陣営はオブジェクトTに加え、スンダイ・スピリットがDUNLOPシミズ・シエラで出走した。1988年のJTCは開幕から日産のスカイラインGTSが連勝した。オブジェクトTは第3戦 西仙台からアンディ・ロウズチューンのRS500に加えて、エッゲンバーガーチューンのRS500も投入。体制を強化し巻き返しを図っていった。最終的に3勝をあげたオブジェクトTの横島久が、初のドライバーズ・チャンピオンを獲得した。同年7月、オブジェクトTはヨーロッパ遠征を実施した。ETC第7戦 ニュルブルクリンクにスポット参戦し、予選4位から第1ヒート12位、第2ヒート5位で総合7位、クラス別ではエッゲンバーガー・シエラの2台に次ぐ3位の結果を残した。1989年はスカイラインGTSの競争力が増し、シーズン中盤に4連勝を記録。ドライバー、メイクス共タイトルを奪われることになった。最終戦 インターTECにはJTC勢に加え、海外から3台のシエラが来日した。レースはアラン・モファットのシエラが優勝。同マシンに搭乗のニーツビーツはインターTEC3連覇を達成した。しかし、これがJTCにおけるシエラの最後の勝利となった。
1990年、日産がスカイラインGT-Rをデビューさせ、シリーズを全勝し覇権を確立する。開幕戦に6台が出場したシエラも、90年型ではエンジンとECUの性能向上で40~50psの馬力向上を果たしていたが、シーズンを通してスカイラインGT-Rの後方で3位争いに終始した。1991年にはシエラユーザーの多くがスカイラインGT-Rに乗り換え、JTCにおけるシエラの活躍は終焉を迎えた。

## ラリー

### シエラRSコスワース
世界ラリー選手権（WRC）では、1986年のツール・ド・コルスでのヘンリ・トイヴォネンとセルジオ・クレストの死亡事故の結果グループBマシンを締め出し、1987年からグループAマシンで開催されることになった。このためフォードはシエラをツーリングカーだけでなく、ラリーへも投入することになった。フォードはシーズン開幕前、RSコスワースとXR4×4の併用を計画していたが、XR4×4は開幕2戦で見切りをつけ、以後RSコスワースの開発に集中した。
フォードの1987年シーズン前半は不振で、第2戦 スウェディッシュでスティグ・ブロンクビストがXR4×4での6位入賞の他は目立った成績を残せなかった。第4戦 サファリに、フォードは1977年以来10年ぶりにワークスチームを参戦させた。当時のサファリは前年までトヨタが3連覇していたようにRWDでも勝てるイベントと考えられており、ランチアの欠場したサファリで最も軽量で、最もパワフルなエンジンを持つシエラ RSコスワースは優勝の有力候補だった。しかし、開幕戦以来のマシンの信頼性不足は未だ解消されておらず、ブロンクビス/ブルーノ・ベルグランド組はTC27で電気系のトラブルで、ジョニー・ヘリアー/デビッド・ウィリアムスン組もTC45でミッショントラブルによりリタイアに終わった。だが第10戦 1000湖でアリ・バタネンのドライブで2位、ブロンクビストも3位でゴールしシエラ RSコスワース初の表彰台を獲得した。バタネンは1985年のアルゼンチン・ラリーから復帰後初の表彰台だった。RSコスワースは最終戦 RACでも、ブロンクビストとジミー・マクレーが2位と3位に入り、最初のシーズンを終えた。
1988年シーズンは引き続きスティグ・ブロンクビストの1カー体制でポルトガル、1000湖、サンレモ、RACの4イベント出場し、スノーラリーのスウェディッシュにはXR4×4で参戦した。また1987年スペイン選手権チャンピオンのカルロス・サインツと、1987年フランス選手権チャンピオンのディディエ・オリオールがスポットで出場した。
第2戦 スウェディッシュにXR4×4で出走したブロンクビストが2位でゴールし2戦連続の表彰台を獲得すると、第5戦 ツール・ド・コルスにフォードは軽量ボディと大容量ブレーキを装備したスペシャルマシンを投入。オリオールがランチア・デルタを駆るイブ・ルーベ、ブルーノ・サビーといったターマックスペシャリストを抑え、シエラと自身にとってWRC初優勝を達成。これはフォードとしても9年ぶりのWRC優勝だった。オリオールはグラベルイベントの第10戦 1000湖でも3位に入賞した。フォードはその他のイベントでもポイントを積み重ね、マニュファクチャラーズ・ランキング2位の好成績を残した。
1989年のフォードは4WDマシンの開発に注力しWRC出場は少なかったが、前年優勝したツール・ド・コルスには3台体制で参戦した。しかし有力ドライバーを確保出来ず最上位はジャンフランコ・クニコの7位だった。シエラ勢のシーズンのベストリザルトは、第7戦 ニュージーランドに親子で参戦したプライベーター、コリン・マクレーの5位が最高成績と、極めて低調な結果に終わった。

### シエラRSコスワース4x4
1990年、フォード待望の4WDラリーカーであるシエラRSコスワース4×4が登場した。4WDシエラはまず同年3月23‐24日開催のスペイン・グラベル選手権、ラリー・オブ・アリカンテのオープンクラスに出場し、ホセ・マリア・バルドレ(es)によりデビューウィンを飾った。
WRCでは第8戦 1000湖にジャンフランコ・クニコ、マルコム・ウィルソン、ペンティ・アイリッカラの3ドライバーによりWRCデビューを果たした。しかし3車ともリタイア、SSベストも0と良いところなく終わった。シエラRSコスワース4×4は続くRACラリーでも不振で、ワークス最上位はアレックス・フィオリオの9位で、マルコム・ウィルソンとアイリッカラはリタイアに終わった。4WDシエラ勢最上位はイギリスのプライベーター、コリン・マクレーの6位だった。
この間、1000湖終了直後の9月14‐15日開催のスペイングラベル選手権 第6戦 タラベラ・ラリーで、バルドレのドライブによりフォードの次期主力マシン、フォード・エスコートRSコスワースのプロトタイプが、同じくランチアの次期主力マシンであるデルタHFインテグラーレを破ってデビューウィンを飾っていた。この結果シエラRSコスワース4×4は、デビュー早々エスコートRSコスワース登場までのつなぎのマシンとして位置づけられ、1991年以降のシエラは、エスコートのコンポーネンツの実践テストも兼ねて活動するようになった。
1991年シーズン、フォードはマルコム・ウィルソン、アレックス・フィオリオ、フランソワ・デルクールの3名をワークスドライバーとしてWRCに参戦した。開幕戦 モンテカルロでは、新加入のデルクールが快走した。序盤から上位をキープし、最終第4レグではトヨタのカルロス・サインツを逆転し首位に浮上した。SS26終了時にサインツに41秒差を付け、最終ステージのSS27ではサインツも2位という結果を受け入れペースを落としていたため、優勝は確定的だった。しかしデルクールはフロントサスペンションを壊してクラッシュ、3位に転落し優勝を逃してしまった。だがSSベスト11回は優勝したサインツを上回るものであり、デルクールの非凡さは明らかだった。この他ワークス勢ではウィルソンは7位、やはり新加入のフィオリオは10位でゴールした。
モンテカルロでポテンシャルの高さを示した1991年型のシエラRSコスワース4×4だが、フロントデフに深刻な問題を抱えていた。第3戦 ポルトガルに続いて、第6戦 アクロポリスでも全車リタイアに終わったため、フォードはWRC参戦を中断し対策に当たることになった。第9戦 1000湖に改良型フロントデフを装備したシエラをアリ・バタネンのドライブで出走させた後、第11戦 サンレモから本格復帰した。

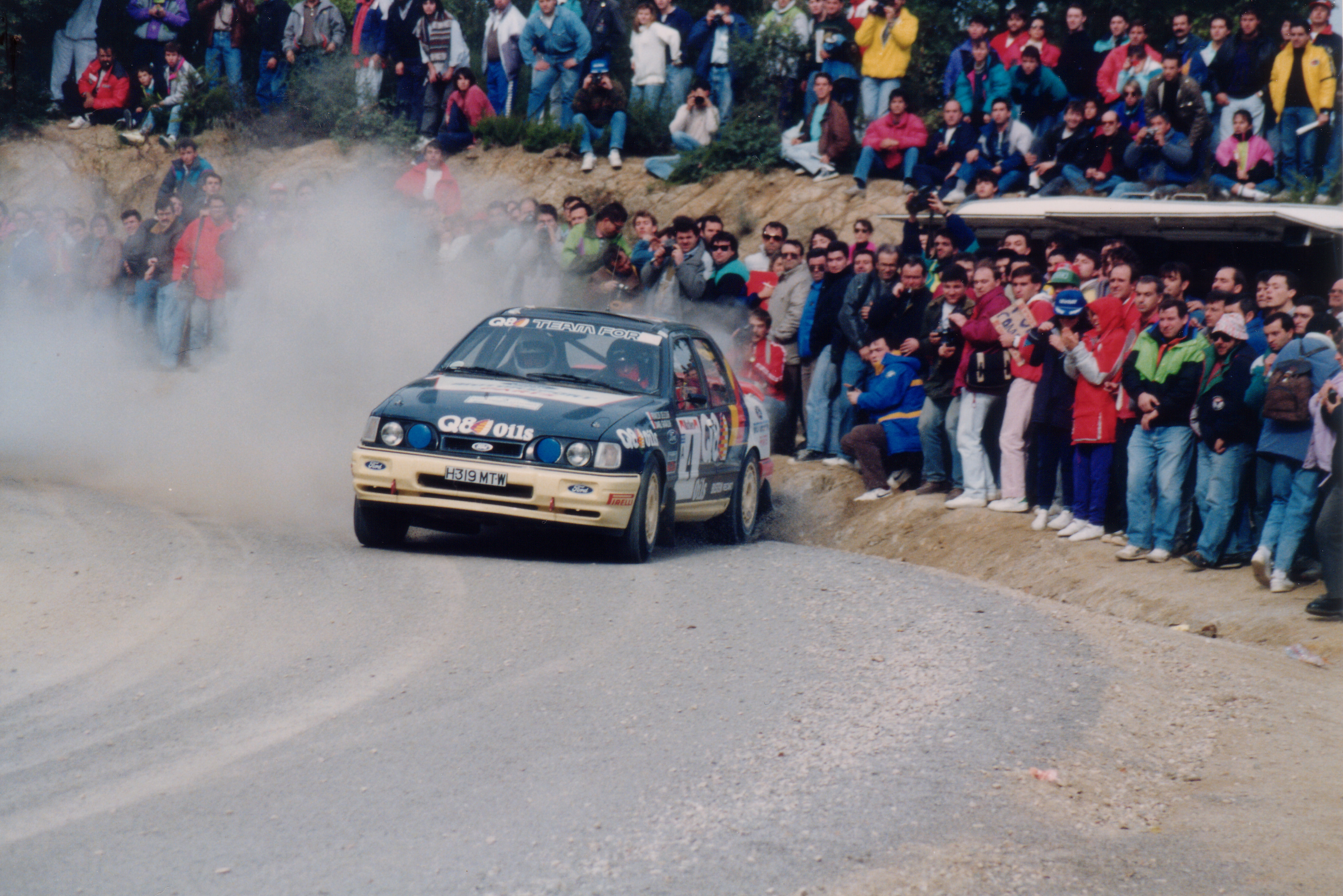
1991年のカタルーニャ・ラリーにおけるフランソワ・デルクール

そのサンレモでフォードはデルクール4位、フィオリオ9位、ウィルソン10位と全車完走でイベントを終え、第13戦 カタルーニャではデルクールがランチアのユハ・カンクネンと5秒差の3位でゴール。SSベストは優勝したトヨタのアルミン・シュヴァルツ、2位のカンクネンを上回る最多の15を記録した。またフォード・スペインからエントリーのホセ・マリア・バルドレも4位で完走した。その後シーズン最終戦のRACはデルクールが6位入賞、ウィルソンはリタイアに終わった。
1992年の世界ラリー選手権に、フォードはランチアから移籍のミキ・ビアシオンとフランソワ・デルクールの2台体制で参戦した。RSコスワース4×4での活動最終年となるが、マシンの信頼性が確保されたことにより、成績も目に見えて向上していった。
開幕戦 モンテカルロ、デルクールは第3レグでターボブローにより優勝争いから脱落したが4位で完走。ビアシオンは8位でゴールした。第3戦 ポルトガルでビアシオンが2位に入りシーズン最初の表彰台を獲得し、第5戦 ツール・ド・コルスでは、ターマックを得意とするデルクールがランチアのオリオールとのバトルの末に2位入賞。第6戦 アクロポリスではビアシオンが3位表彰台獲得した。フォードは前半戦4戦にエントリーし、うち3戦で新型セリカの開発に苦戦するトヨタに先着しての表彰台獲得と、好成績を残して前半戦を終えた。しかしシーズン前半限りでシエラの開発が終了した影響で、後半戦は第11戦 サンレモでデルクールとビアシオンの3、4位入賞が目立つ程度の成績に終わった。